# AI Electronics ABC 26
AI Electronics ABC 26 (ABC 26) је био професионални рачунар фирме AI Electronics који је почео да се производи у Јапану од 1982. године.
Користио је Zilog Z80A као микропроцесор. RAM меморија рачунара је имала капацитет од 64 kb (до 1Mb). 
Као оперативни систем кориштен је Dosket, CP/M + M/PM.

## Детаљни подаци
Детаљнији подаци о рачунару ABC 26 су дати у табели испод.
|                       |                                                      |
| [ 1 ]                 |                                                      |
| Произвођач            |                                                      |
| Тип                   | професионални рачунар                                |
| Меморија              | 64 (до 1Mb)                                          |
| Поријекло             | Јапан                                                |
| Година                | 1982                                                 |
| Тастатура             | механичка QWERTY / AZERTY тастатура                  |
| Процесор              |                                                      |
| Фреквенција процесора | 4                                                    |
| RAM                   | 64 (до 1Mb)                                          |
| ROM                   | 4 (монитор)                                          |
| Текст                 | 80 x 24                                              |
| Графика               | 640 x 288 и 640 x 576 опциони (PLOT 10 компатибилан) |
| Боја                  | монохроматски (12-инчни монитор са зеленим приказом) |
| Звук                  | непознато                                            |
| Димензије             |                                                      |
| Портови               |                                                      |
| Оперативни систем     |                                                      |